# Achterdeck (Schiffbau)

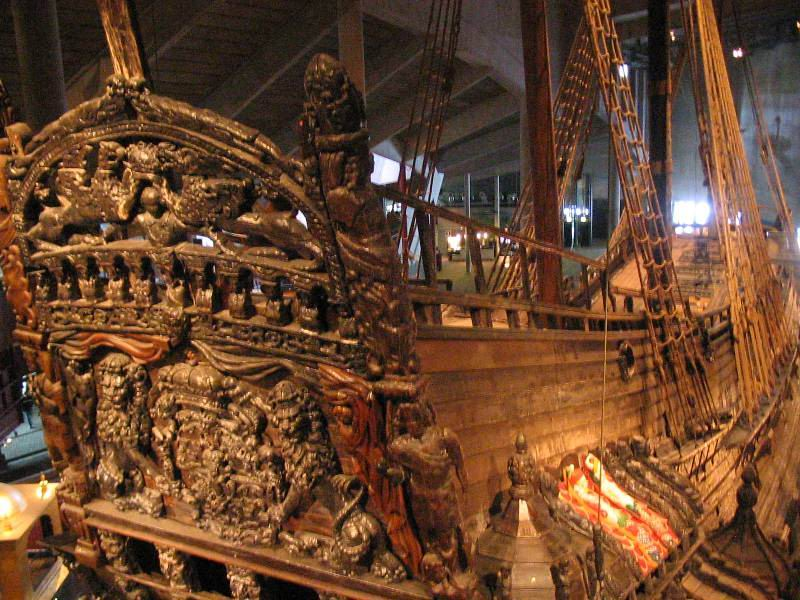
Achterdeck des 1625 gebauten schwedischen Kriegsschiffs Vasa

Das Achterdeck (englisch „Quarterdeck“) ist ein erhöhtes Deck im achteren (Niederdeutsch für „hinten“) Teil eines Schiffes.
Bei Großseglern bezeichnet es den meist erhöhten Bereich des Oberdecks hinter dem Großmast. Auf Kriegsschiffen durften sich dort nur der Kapitän, Offiziere und Seekadetten aufhalten. Vom Achterdeck aus wurde das Morgengebet abgehalten und die Schiffsregeln verlesen. Außerdem war es der Ort, von dem Befehle erteilt wurden. Bei späteren Frachtschiffen wurde der um eine halbe Deckshöhe erhöhte hintere Bereich als Achterdeck bezeichnet, womit man einer Kopflastigkeit bei voller Beladung entgegenwirken wollte.